# Pogorzel (Sokołów)
Pour les articles homonymes, voir Pogorzel.
Pogorzel [pɔˈɡɔʐɛl] est un village polonais de la gmina de Sokołów Podlaski dans le powiat de Sokołów et dans la voïvodie de Mazovie, au centre-est de la Pologne.
Il est situé à environ 12 kilomètres au nord-ouest de Sokołów Podlaski et à 84 kilomètres à l'est de Varsovie.